# Stephan-Götz Richter
Stephan-Götz Richter, auch Stephan Richter (* 1959) ist ein deutscher Journalist, der viele Jahre in Washington lebte und als Experte für die USA gilt.

## Leben
Stephan-Götz Richter studierte an der Universität Bonn und war zwischen 1986 und 1987 „Congressional Fellow of the American Political Science Association“. Von 1990 bis 1998 war er US-Korrespondent für den Rheinischen Merkur.
Anfang der 1990er-Jahre war er mit der nordamerikanischen Beratungsfirma Trans-Atlantic Futures als Berater des damaligen deutschen Wirtschaftsministers und Vizekanzlers Jürgen Möllemann tätig. 1992 erschien sein Buch Clinton: was Amerika und Europa erwartet.
Richter ist Herausgeber und Chefredakteur von The Globalist, einem täglichen Online-Magazin über globale Wirtschaft, Politik und Kultur, das er im Januar 2000 gegründet hat.
Im Jahre 2013 war er Mitherausgeber des Buches In Search of a Sustainable Future: Reflections on Economic Growth, Social Equity and Global Governance.
Richter schrieb für englisch-, französisch- und deutschsprachige Zeitungen und Zeitschriften, trat in US-amerikanischen Fernseh- und Radioprogrammen und im deutschen Fernsehen auf, moderierte politische Veranstaltungen und referierte zu geopolitischen und geoökonomischen Themen. Im ARD-Presseclub und in der Phoenix Runde war er häufiger zu Gast.
2016 zog er von Washington zurück nach Deutschland und lebt seither in Berlin, wo er den Thinktank Global Ideas Center leitet.